# Журавлиська сільська рада
| Журавлиська сільська рада — колишній орган місцевого самоврядування у Ставищенському районі Київської області з адміністративним центром у с. Журавлиха. Історична дата утворення: 26 липня 1994 року. Водоймища на території, підпорядкованій даній раді: річка Ціцілія. Сільській раді були підпорядковані населені пункти: - с. Журавлиха |

## Склад ради
Рада складалася з 16 депутатів та голови.

### Керівний склад ради
| ПІБ                               | Основні відомості                                            | Дата обрання | Дата звільнення |
| --------------------------------- | ------------------------------------------------------------ | ------------ | --------------- |
| Михальченко Олександр Миколайович | Сільський голова, 1968 року народження, освіта, безпартійний | 26.03.2006   | 31.10.2010      |

Примітка: таблиця складена за даними джерела